# 麦家
麦家（1964年—），本名蒋本浒，浙江富阳人，中国大陆作家，电视剧编剧。原浙江省作家协会主席。先后毕业于解放军工程技术学院无线电系和解放军艺术学院文学创作系。作品《解密》被翻译成多国语言，并入选英国“企鹅经典文库”。

## 生平
麦家生于浙江省富阳县。曾参军十七年。转业后成为专职编辑和作家。1983年毕业于解放军工程技术学院无线电系，1986年开始写作。1991年毕业于解放军艺术学院文学系。1997年转业至成都电视台任电视剧部编剧。2008年调任杭州市文联专业作家。2010年12月底，麦家当选为浙江省文联副主席。2013年7月1日，在浙江省作家协会第八届委员会第一次全体会议上，麦家当选为浙江省作家协会主席。2014年10月15日，麦家参加中共中央总书记习近平在北京市召开的“文艺工作座谈会”，聆听习近平讲话精神“我们的文艺是社会主义文艺，要弘扬爱国爱党的真善美精神”，会后，习近平和麦家握手，称赞他：“我看过你的《暗算》《风声》，你是谍战剧第一人，歌颂的是爱国主义的精神，但是现在也有不少谍战影视剧不尊重历史，给观众造成了不良影响”。

## 作品
| 类型         | 首次出版/播映 | 书名/剧名            | 获奖                                                                                     | 备注                               |
| ------------ | ------------- | -------------------- | ---------------------------------------------------------------------------------------- | ---------------------------------- |
| 长篇小说     | 2002年        | 解密                 | - 中国小说学会2002年度中国长篇小说排行榜第一名 - 第六届国家图书奖 - 第六届茅盾文学奖提名 |                                    |
| 长篇小说     |               | 暗算                 | - 第七届茅盾文学奖                                                                       | 后改编为同名电视剧和电影《聽風者》 |
| 长篇小说     |               | 风声                 | - 华语文学传媒大奖2007年度小说家奖 - 《人民文学》2007年度最佳长篇小说奖                  | 后由陈国富改编成电影               |
| 长篇小说     | 2019年        | 人生海海             | - 第四届施耐庵文学奖                                                                     |                                    |
| 中篇小说     |               | 让蒙面人说话         | - 《小说选刊》2003—2006年最佳中篇小说奖                                                  |                                    |
| 中篇小说     |               | 陈华南笔记本         | - 新加坡“华语文学奖”                                                                     |                                    |
| 中篇小说     | 2003年        | 在刀尖上行走         |                                                                                          |                                    |
| 短篇小说     |               | 两位富阳姑娘         | - 中国小说学会2004年度中国短篇小说排行榜第一名。                                         |                                    |
| 中短篇小说集 |               | 紫密黑密             |                                                                                          |                                    |
| 小说集       |               | 充满爱情和凄楚的故事 |                                                                                          |                                    |
| 随笔集       |               | 捕风者说             |                                                                                          |                                    |
| 散文集       |               | 人生中途             |                                                                                          |                                    |
| 电视剧剧本   |               | 地下的天空           | - 第二届大众电视金鹰奖“最佳电视剧”                                                       |                                    |
| 电视剧剧本   | 2006年        | 暗算                 | - 第十三届上海国际电视节最佳编剧                                                         |                                    |

## 获奖
- 2003年度中华文学人物·进步最大的作家
- 第三届风尚中国榜·2007年风尚作家
- 第三届电视风云盛典最佳编剧
- 四川省十佳电视工作者
- 四川中青年德艺双馨工作者